# کامرون (آریزونا)
کامرون (به انگلیسی: Cameron) یک منطقهٔ مسکونی در ایالات متحده آمریکا است که در شهرستان کاکانینو، آریزونا واقع شده‌است. کامرون ۴۸٫۵۴ کیلومتر مربع مساحت و ۳۹٬۵۴۰ نفر جمعیت دارد و ۱٬۲۸۱ متر بالاتر از سطح دریا قرار دارد.